# Changin’ my life
Changin’ My Life (znany również jako CML) był japońskim zespołem wykonującym utwory z zakresu muzyki pop. W jego skład wchodzili Myco (wokal), Shintarōu Tanabe (gitara) oraz Noritaka Henmi (keyboard). Zadebiutowali w 2001 a rozpadli się w 2003 roku.
Zespół ten zdobył największą popularność dzięki użyciu ich piosenek w anime pod tytułem Full Moon wo Sagashite. (Wokalistka zespołu również podkładała głos głównej bohaterce tej serii - Mitsuki Kouyama). Użyto między innymi takie piosenki jak „Myself”. „Love Chronicle”. „Eternal Snow”. „New Future”. 
Wokalistka zespołu rozpoczęła po rozpadzie zespołu karierę solową.

## Dyskografia

### Albumy
- Changin’ My Life [TOCT-24815] (26 lipca 2002)

1. Myself
2. Luv.Remix
3. Star Dust (Album Version)
4. Confidence
5. Embraced Love (Album mix)
6. SAYONARAはわたしから (Sayonara ha watashi kara)
7. Focus
8. Crazy For You
9. Nostalgia
10. New Future (Album Version)

- Caravan [TOCT-24973] (19 marca 2003)

1. ETERNAL SNOW
2. エトランゼ (Etoranze)
3. ジャカルタの風 (Jakarta no kaze)
4. Love Chronicle
5. IN FUTURE
6. アジサイ (Ajisai)
7. ダリヤ (Dahlia)
8. SMILE ～caravan version～
9. グラナダの瞳 (Guranada no hitomi)
10. TOKYO
11. Myself ～acoustic version～

- The Best Of My Life [TOCT-25201] (17 grudnia 2003)

1. Confidence
2. Myself
3. ETERNAL SNOW
4. Luv.Remix
5. アジサイ (Ajisai)
6. Star Dust
7. エトランゼ (Etoranze)
8. New Future
9. Love Chronicle
10. クリスマスにくちづけを (Christmas ni kuchidzuke wo) (Plan:it-B remix)

### Single
- Luv. Remix [TOCT-4305] (30 maja 2001)

1. Luv. Remix
2. Crazy For You
3. Luv. Remix (Original karaoke)

- Star Dust [TOCT-4320] (31 października 2001)

1. Star Dust
2. Embraced Love
3. Star Dust （Instrumental）

- Myself [TOCT-4356] (12 czerwca 2002)

1. Myself
2. New Future
3. Myself （Original karaoke）

- Eternal Snow [TOBT-4431] (7 listopada 2002)

1. Eternal Snow
2. Smile
3. Eternal Snow (Diamond dust mix)
4. Eternal Snow （Instrumental）
5. Smile （Instrumental）

- エトランゼ／Love Chronicle [TOCT-4451] (13 lutego 2003)

1. エトランゼ (Etoranze)
2. Love Chronicle
3. エトランゼ （Instrumental）
4. Love Chronicle （Instrumental）

- In Future [TOCT-4481] (21 maja 2003)

1. In Future
2. Tokyo
3. In Future (Planet dawn remix)
4. Tokyo (Nocturnal jupiter remix)

- クリスマスにくちづけを [TOCT-4586] (19 listopada 2003)

1. クリスマスにくちづけを (Christmas ni kuchidzuke wo)
2. Confession
3. クリスマスにくちづけを （Instrumental）
4. Confession （Instrumental）

- また恋しよう [TOCT-4687] (18 lutego 2004)

1. また恋しよう (Mata koi shiyou)
2. 赤い糸
3. また恋しよう （Instrumental）
4. 赤い糸 （Instrumental）

- Hibari [TOCT-4748] (28 lipca 2004)

1. Hibari
2. Lily
3. Hibari (Instrumental)
4. Lily (Instrumental)

### Wideo/DVD
- CML Video Clips 1 [TOBF-5233] (26 września 2003)

1. Luv. Remix
2. Making of: Luv. Remix
3. Making of: Star Dust
4. Star Dust
5. Myself
6. Making of: Myself
7. Making of: Eternal Snow
8. Eternal Snow
9. エトランゼ (Etoranze)
10. Making of: エトランゼ (Etoranze)
11. Making of: In Future
12. In Future
13. Special TV Spot